# Хесус Франсіско Фелікс
Хесус Франсіско Фелікс (нар. 9 квітня 1982) — колишній домініканський тенісист.
Найвищу одиночну позицію світового рейтингу — 1715 місце досяг 8 грудня 2014 року.

## Кубок Девіса

### Участі: (2–3)
| Участь у матчах груп |
| -------------------- |
| Світова група (0–0)  |
| Плей-оф СГ (0–0)     |
| Група I (0–1)        |
| Група II (2–2)       |
| Група III (0–0)      |
| Група IV (0–0)       |

| Матчів за покриттям |
| ------------------- |
| Тверде (0–2)        |
| Ґрунт (2–1)         |
| Трава (0–0)         |
| Килим (0–0)         |

| Матчів за розрядом     |
| ---------------------- |
| Одиночний розряд (2–3) |
| Парний розряд (0–0)    |

- ▲ ▼ позначає результат матчу на Кубок Девіса, після чого вказано дату, місце проведення і тип покриття тенісного корту.